# Bundesstraße 39
De Bundesstraße 39 (ook wel B39) is een Duitse bundesstraße die loopt door de deelstaten Rijnland-Palts en Baden-Württemberg.
De B39 begint bij Frankenstein en loopt verder langs de steden Neustadt an der Weinstraße, Speyer, Hockenheim, Sinsheim, Heilbronn en Weinheim naar Mainhardt. De B39 is ongeveer 150 km lang.

## Routebeschrijving
Rijnland-Palts
De B39 begint in het dorp Frankenstein op een kruising met de B37. De weg loopt door Neustadt an der Weinstraße waar ze zowel de  B38 als de B271 kruist. en kruist bij afrit  Neustadt/Weinstraße-Süd de A65, De B39 loopt naar Speyer waar ze  samenloopt met de B9.en ze kruist de deelstaatgrens met Baden-Württemberg.
De B39 loopt langs Hockenheim en kruist de A6i en sluit bij de afrit Schwetzingen/Hockenheim aan op de A6. 
Vervanging
Tussen afrit Schwetzingen/Hockenheim en afrit Wiesloch/Rauenberg is de B39 vervangen door de A6.
Voortzetting
De B39 begint weer op afrit Wiesloch/Rauenberg A6. De B39 loopt in  door Rauenberg, langs Mühlhausen,waarna  er tussen Angelbachtal en afrit Sinsheim-Zentrum een samenloop met de B292, samen kruisen ze bij afrit Sinsheim de A6. Vanaf afrit Sinsheim-Zentrum waar de B45 aansluit loopt de B39 door Sinsheim, Kirchardt,  naar Heilbronn waar de Neckar kruist en samenloopt met de B27. De B39 loopt naar Weinsberg en verder door Ellhofen en Affaltrach. De B39 eindigt  bij Mainhardt op een kruising met de B14.
B2 · B2a · B2R · B3 · B4 · B4R · B8 · B10 · B11 · B12 · B13 · B13n · B14 · B15 · B15n · B16 · B17 · B18 · B19 · B20 · B21 · B22 · B23 · B25 · B26 · B26a · B27 · B28 · B28a · B29 · B30 · B31 · B31a · B32 · B33 · B33a · B34 · B35 · B36 · B37 · B38 · B38a · B39 · B44 · B45 · B47 · B85 · B89 · B131n · B173 · B276 · B278 · B279 · B285 · B286 · B287 · B289 · B290 · B291 · B292 · B293 · B294 · B295 · B296 · B297 · B298 · B299 · B300 · B301 · B302 · B303 · B304 · B305 · B306 · B307 · B308 · B309 · B310 · B311 · B312 · B313 · B314 · B315 · B316 · B317 · B318 · B319 · B340 · B378 · B388 · B415 · B425 · B426 · B462 · B463 · B464 · B465 · B466 · B467 · B468 · B469 · B470 · B471 · B472 · B491 · B492 · B500 · B505 · B512 · B523 · B532 · B533 · B535 · B588 · B999
B1 · B3 · B7 · B8 · B9 · B10 · B26 · B27 · B35 · B37 · B38 · B39 · B40 · B41 · B42 · B43 · B43a · B44 · B45 · B47 · B48 · B49 · B50 · B51 · B52 · B53 · B54 · B55 · B55a · B56 · B56n · B57 · B58 · B59 · B61 · B62 · B63 · B64 · B65 · B66 · B66n · B67 · B68 · B70 · B80 · B83 · B84 · B219 · B220 · B221 · B223 · B224 · B225 · B226 · B227 · B228 · B229 · B230 · B231 · B233 · B234 · B235 · B236 · B237 · B238 · B239 · B241 · B249 · B250 · B251 · B252 · B253 · B254 · B255 · B256 · B257 · B258 · B259 · B260 · B261 · B262 · B263 · B264 · B265 · B266 · B267 · B268 · B269 · B270 · B271 · B272 · B274 · B275 · B277a · B278 · B279 · B284 · B288 · B323 · B324 · B326 · B327 · B399 · B400 · B403 · B405 · B406 · B407 · B409 · B410 · B411 · B412 · B413 · B414 · B416 · B417 · B418 · B419 · B420 · B421 · B422 · B423 · B424 · B426 · B427 · B428 · B429 · B448 · B449 · B450 · B451 · B452 · B453 · B454 · B455 · B456 · B457 · B458 · B459 · B460 · B469 · B473 · B474 · B475 · B476 · B477 · B478 · B479 · B480 · B481 · B482 · B483 · B484 · B485 · B486 · B487 · B488 · B489 · B499 · B504 · B506 · B507 · B508 · B509 · B510 · B511 · B513 · B514 · B515 · B516 · B517 · B519 · B520 · B521 · B525 · B528 · B611